# Rabah Ameur-Zaïmeche
Pour les articles homonymes, voir Ameur.
Rabah Ameur-Zaïmeche (en arabe : رابح عامر زعيمش), né en 1968 à Beni Zid en Algérie, est un réalisateur, scénariste, producteur de cinéma et acteur franco-algérien.

## Biographie
Né en Algérie, Rabah Ameur-Zaïmeche arrive en France en 1968 au moment de la deuxième grande vague d'immigration algérienne. Il grandit dans la cité des Bosquets à Montfermeil, en Seine-Saint-Denis.
Après des études en sciences humaines, il fonde en 1999 la société Sarrazink Productions. Il réalise en 2001 son premier long métrage, Wesh Wesh, qu'est-ce qui se passe ?, qui obtient le prix Louis-Delluc du premier film et le prix Léo Scheer au festival international du film de Belfort. Pour ce projet, le réalisateur fait tout lui-même, de la réalisation à l'interprétation et la production avec ses propres fonds. Le scénario est coécrit avec Madjid Benaroudj, également acteur dans le film.
En 2006, son deuxième film, Bled Number One, est sélectionné dans la catégorie Un certain regard et reçoit le prix de la jeunesse au festival de Cannes. En 2008, il réalise Dernier Maquis, sélectionné à Cannes dans le cadre de la Quinzaine des réalisateurs.
En mai 2011, le prix Jean-Vigo lui est décerné pour Les Chants de Mandrin, son quatrième film.
En 2015, Histoire de Judas est sélectionné au Forum du nouveau cinéma du festival de Berlin et reçoit le prix du jury œcuménique.
En 2019, il tourne Terminal Sud, avec le comédien Ramzy Bedia.
En octobre 2024, lors d'un entretien donné à la CINEMATEK, il annonce préparer un film qui s'intitulerait Les Naufragés du désert, se déroulant dans le désert algérien.

## Filmographie

### Réalisateur
- 2001 : Wesh wesh, qu'est-ce qui se passe ?
- 2006 : Bled Number One
- 2008 : Dernier Maquis
- 2012 : Les Chants de Mandrin
- 2015 : Histoire de Judas
- 2019 : Terminal Sud
- 2022 : Le Gang des bois du temple

### Acteur
- 2001 : Wesh wesh, qu'est-ce qui se passe ? : Kamel
- 2006 : Bled Number One : Kamel
- 2008 : Dernier Maquis : Mao, le patron
- 2012 : Les Chants de Mandrin : Bélissard
- 2015 : Histoire de Judas : Judas

## Distinctions
- Prix de la jeunesse au Festival de Cannes 2006
- Prix Jean-Vigo 2011